# بابوآ
بابوآ (به لاتین: Baboua) یک شهر در جمهوری آفریقای مرکزی است که در نانا-مامبره واقع شده‌است.

## خصوصیات
بابوآ ۱۶٬۰۰۰ نفر جمعیت دارد و ۷۱۳ متر بالاتر از سطح دریا واقع شده‌است.